# Gorūr
Gorūr är en ort i Indien.   Den ligger i distriktet Hassan och delstaten Karnataka, i den södra delen av landet, 1 800 km söder om huvudstaden New Delhi. Gorūr ligger 878 meter över havet och antalet invånare är 6 192.
Terrängen runt Gorūr är platt. Runt Gorūr är det tätbefolkat, med 343 invånare per kvadratkilometer. Närmaste större samhälle är Hole Narsipur, 19,8 km öster om Gorūr. Trakten runt Gorūr består till största delen av jordbruksmark.